# Resolución de problemas de programación
La 'resolución de un problema'  mediante un ordenador consiste en el proceso que a partir de la descripción de un problema, expresado habitualmente en lenguaje natural y en términos propios del dominio del problema, permite desarrollar un programa que resuelva dicho problema.
Este proceso exige los siguientes pasos:
- Definición del problema.

- Análisis del problema.
- Diseño o desarrollo de un algoritmo.
- Transformación del algoritmo en un programa (codificación).
- Ejecución y validación del programa.

Los dos primeros pasos son los más difíciles del proceso. Una vez analizado el problema y obtenido un algoritmo que lo resuelva, su transformación a un programa de ordenador es una tarea de mera traducción al lenguaje de programación deseado.

## Análisis del problema informático
Cuando un usuario plantea a un programador un problema que resolver mediante su ordenador, por lo general ese usuario tendrá conocimientos más o menos amplios sobre el dominio del problema, pero no es habitual que tenga conocimientos de informática. Por ejemplo, un contable que necesita un programa para llevar la contabilidad de una empresa será un experto en contabilidad (dominio del problema), pero no tiene por qué ser experto en programación.
Del mismo modo, el informático que va a resolver un determinado problema puede ser un experto programador, pero en principio no tiene por qué conocer el dominio del problema; siguiendo el ejemplo anterior, el informático que hace un programa no tiene por qué ser un experto en contabilidad.
Por ello, al abordar un problema que se quiere resolver mediante un ordenador, el programador e informático necesita de la experiencia del experto del dominio para entender el problema. Al final, si se quiere llegar a una solución satisfactoria es necesario que:
- El problema esté bien definido con el máximo detalle
- Las especificaciones de las entradas y salidas del problema, deben ser descritas también en detalle:
  - ¿Qué datos son necesarios para resolver el problema?
  - ¿Qué información debe proporcionar la resolución del problema?

## Diseño del algoritmo
Un algoritmo consiste en una especificación clara y concisa de los pasos necesarios para resolver un determinado problema, pero para poder diseñar algoritmos es necesario disponer de una notación, que llamaremos ‘notación algorítmica’, que permita:
- Describir las operaciones puestas en juego (acciones, instrucciones, comandos)
- Describir los objetos manipulados por el algoritmo (datos/informaciones)
- Controlar la realización de las acciones descritas, indicando la forma en que estas se organizan en el tiempo

Para poder describir cualquier tipo de acción de las que intervienen en un algoritmo, diversos autores proponen el uso de un conjunto de construcciones lógicas (secuencia, decisión e iteración) con las que es posible escribir cualquier programa. Lo que sigue a continuación es la descripción de las diferentes construcciones disponibles para el diseño de algoritmos.

### Acciones elementales
Se entiende por acciones elementales aquellas que el ordenador es capaz de realizar y que serán de dos tipos:
- Aritmético – lógicas: Operaciones que, a partir de unos determinados datos, realizan un cálculo aritmético (suma, resta, multiplicación,...) o un cálculo lógico (mayor que, menor que, igual que,...).Las primeras devuelven un valor numérico (4, -5.67,...) y las segundas un valor lógico (verdadero o falso).
- De entrada – salida: Acciones que permiten capturar datos para su posterior tratamiento (las de entrada) y guardar los resultados de dicho tratamiento (las de salida).

### Secuencia de acciones elementales
Cuando en un algoritmo se deben ejecutar varias acciones sucesivamente, éstas se describen una detrás de otra según el orden en que deban ejecutarse. Si se desea se puede emplear algún tipo de símbolo para separar dos acciones consecutivas. En el siguiente ejemplo se muestra la descripción de dichas y subjetivas 
acciones separadas por punto y coma (símbolo que habitualmente se emplea como separador).
```
Acción 1;

Acción 2;

...

Acción n;
```

### Composición condicional
Cuando en un algoritmo se quiere indicar que cierta acción solo se debe ejecutar bajo cierta condición se indica del siguiente modo:
```
Si
 
Condición
 
Entonces

  
Acción;

FinSi
```

Solo si la Condición (operación lógica) es verdadera se ejecutará la Acción. En este caso, la Acción puede referirse tanto a una acción elemental como a un conjunto de ellas.

### Composición condicional doble (alternativa)
En ocasiones, se deben ejecutar unas acciones u otras dependiendo de la ocurrencia de una determinada condición. Esta especificación se realiza del siguiente modo:
```
Si
 
Condición
 
Entonces

  
Acción A;

SiNo

  
Acción B;

FinSi
```

### Composición condicional múltiple
También es posible que a la hora de especificar la ejecución de una acción haya que escoger ésta entre varias dependiendo del valor de una determinada variable (o indicador). Este caso se expresa del siguiente modo:
```
Según
 
Indicador
 Hacer
  
Caso
 
Valor 1
:
    
Acción 1;

  
Caso
 
Valor 2
:
    
Acción 2;

 ...
  
Caso
 
Valor n
:
    
Acción n;

  [
De Otro Modo
:
    
Acción X;
]

FinSegun
```

En esta construcción Indicador debe tener un determinado valor que en caso de coincidir con alguno de los n valores provocará la ejecución de la acción asociada a dicho valor. Si el valor del Indicador no coincidiera con ninguno de los especificados se ejecutará la Acción X. No tiene por qué haber una Acción X para cuando el Indicador' no coincida con ninguno de los n valores; en ese caso, si el Indicador' no coincide con ningún valor no se ejecutaría ninguna acción.
Al igual que en los casos anteriores, todas las acciones que aparecen en esta estructura (Acción 1, Acción 2,..., Acción n y Acción X) pueden referirse a una única acción o a un conjunto de ellas.

### Composición iterativa o bucle
Cuando una acción o conjunto de acciones debe ejecutarse varias veces se recurre a una estructura iterativa o bucle. En este tipo de estructuras se necesita una condición que determine cuando terminan las iteraciones. Dependiendo de si esa condición se evalúa al principio o al final de la estructura y de si la condición para que las iteraciones continúen debe ser verdadera o falsa, se pueden definir cuatro construcciones iterativas distintas:
|                                         | La condición de terminación ha de ser FALSA                 | La condición de terminación ha de ser VERDADERA       |
| Condición al principio de la estructura | (Estructura 1) Mientras Condición Hacer Acción; FinMientras | (Estructura 2) Hasta Condición Hacer Acción; FinHasta |
| Condición al final de la estructura     | (Estructura 3) Hacer Acción; Mientras Condición;            | (Estructura 4) Hacer Acción; Hasta Condición;         |

Sobre  cuatro construcciones que se acaban de presentar cabe hacer las siguientes observaciones:
- Si en las estructuras 1 y 2, cuando se evalúa la ‘Condición’, ésta toma por primera vez un valor tal que no permita ejecutar la ‘Acción’ (FALSO en la 1 y VERDADERO en la 2), ésta no se ejecutará ninguna vez. Es decir, puede ocurrir que la ‘Acción’, en las estructuras 1 y 2, no se ejecute nunca.
- En las estructuras 3 y 4, al estar la ‘Condición’ de terminación al final, la ‘Acción’ se ejecutará antes de que la condición se evalúe por primera vez, por lo que aunque la ‘Condición’ tome un valor tal que no se permita realizar más iteraciones, la ‘Acción’ se ejecutará al menos una vez.
- Si las ‘Condiciones’ de las estructuras 1 y 2 son complementarias, es decir, que siempre que una es verdadera la otra es falsa y viceversa (ejemplo: [a > b] y [a ≤ b] son condiciones complementarias), entonces ambas estructuras son equivalentes ya que en ambas la ‘Acción’ se ejecutará el mismo número de veces.
- De forma análoga, si las ‘Condiciones’ de las estructuras 3 y 4 son complementarias también ambas estructuras serán equivalentes.

Existe una construcción especial para indicar una repetición de acciones que se suele emplear cuando se quiere que dicha repetición se realice un número determinado de veces:
```
Para
 
i = 1
 
Hasta
 
n
 
Hacer

  
Acción;

FinPara
```

En este caso la ‘Acción’ se repetirá n veces e ‘i’ será una variable que tomará todos los valores entre 1 y n (ambos inclusive) en cada una de las sucesivas repeticiones. Esta construcción, aunque de apariencia diferente a las anteriores, se podría expresar como un caso particular de la estructura 1 del siguiente modo:
```
i = 1;

Mientras
 
i <= n
 
Hacer

  
Acción;

  
i = i + 1;

FinMientras
```

En este caso la condición de finalización del bucle es que la variable ‘i’ sea mayor que ‘n’ y siempre, al finalizar la ejecución de la ‘Acción’, ‘i’ se incrementa en una unidad antes de volver a evaluar la ‘Condición’ para el nuevo valor de ‘i’.